# Bardiani CSF Faizanè/2021
Deze pagina geeft een overzicht van de Bardiani-CSF-Faizanè-wielerploeg in 2021.

## Algemene gegevens
Sponsors:
Algemeen manager: Roberto Reverberi
Teammanager: Roberto Reverberi
Ploegleiders: Luca Amoriello, Alessandro Donati, Mirko Rossato
Fietsmerk:
Kleding:

## Renners
| Naam                | Geboortedatum | Nationaliteit | Ploeg 2020                  |
| ------------------- | ------------- | ------------- | --------------------------- |
| Enrico Battaglin    | 17-11-1989    | Italië        | Bahrain McLaren             |
| Johnatan Cañaveral  | 02-11-1996    | Colombia      | Giotti Victoria             |
| Giovanni Carboni    | 31-08-1995    | Italië        |                             |
| Luca Covili         | 10-02-1997    | Italië        |                             |
| Nicolas Dalla Valle | 13-09-1997    | Italië        |                             |
| Filippo Fiorelli    | 19-11-1994    | Italië        |                             |
| Davide Gabburo      | 01-04-1993    | Italië        | Androni Giocattoli-Sidermec |
| Andrea Garosio      | 06-12-1993    | Italië        | Vini Zabù-KTM               |
| Giovanni Lonardi    | 09-11-1996    | Italië        |                             |
| Mirco Maestri       | 26-10-1991    | Italië        |                             |
| Umberto Marengo     | 21-07-1992    | Italië        | Vini Zabù-KTM               |
| Fabio Mazzucco      | 14-04-1999    | Italië        |                             |
| Alessandro Monaco   | 04-02-1998    | Italië        |                             |
| Kevin Rivera        | 28-06-1998    | Costa Rica    | Androni Giocattoli-Sidermec |
| Daniel Savini       | 26-09-1997    | Italië        |                             |
| Alessandro Tonelli  | 29-05-1992    | Italië        |                             |
| Tomas Trainini      | 23-09-2001    | Italië        | -                           |
| Giovanni Visconti   | 13-01-1983    | Italië        | Vini Zabù-KTM               |
| Filippo Zaccanti    | 12-09-1995    | Italië        |                             |
| Filippo Zana        | 18-03-1999    | Italië        |                             |
| Enrico Zanoncello   | 02-08-1997    | Italië        | Zalf Euromobil Désirée Flor |
| Samuele Zoccarato   | 09-01-1998    | Italië        | Team Colpack Ballan         |

### Vertrokken
| Naam              | Geboortedatum | Nationaliteit | Ploeg 2021          |
| ----------------- | ------------- | ------------- | ------------------- |
| Vincenzo Albanese | 12-11-1996    | Italië        | EOLO-Kometa         |
| Marco Benfatto    | 06-01-1988    | Italië        | onbekend            |
| Iuri Filosi       | 17-01-1992    | Italië        | onbekend            |
| Umberto Orsini    | 06-12-1994    | Italië        | gestopt             |
| Matteo Pelucchi   | 21-01-1989    | Italië        | Team Qhubeka-ASSOS  |
| Alessandro Pessot | 01-07-1995    | Italië        | onbekend            |
| Francesco Romano  | 09-07-1997    | Italië        | onbekend            |
| Manuel Senni      | 11-03-1992    | Italië        | Amore & Vita-Prodir |

## Overwinningen
| Grote Prijs van Alanya Davide Gabburo Poreč Trophy Filippo Fiorelli Istrian Spring Trophy 2e etappe: Filippo Zana Bergklassement: Daniel Savini Ploegenklassement: *1) | GP Slovenian Istria Mirco Maestri GP Slovenia Mirco Maestri Ronde van Bulgarije 1e etappe Giovanni Lonardi Ronde van Tsjechië Eindklassement: Filippo Zana |  |

*1) Ploeg Istrian Spring Trophy: Battaglin, Fiorelli, Marengo, Savini, Visconti, Zana
2000 · 2001 · 2002 · 2003 · 2004 · 2005 · 2006 · 2007 · 2008 · 2009 · 2010 · 2011 · 2012 · 2013 · 2014 · 2015 · 2016 · 2017 · 2018 · 2019 · 2020 · 2021 · 2022 · 2023 · 2024 · 2025
Alpecin-Fenix · Androni Giocattoli-Sidermec · B&B Hotels p/b KTM · Bardiani-CSF-Faizanè · Bingoal Pauwels Sauces WB · Burgos-BH · Caja Rural-Seguros RGA · DELKO · EOLO-Kometa · Equipo Kern Pharma · Euskaltel-Euskadi · Gazprom-RusVelo · Rally Cycling · Sport Vlaanderen-Baloise · Team Arkéa Samsic · Team Novo Nordisk · Team TotalEnergies · Uno-X Pro Cycling Team · Vini Zabù-KTM